# Gesamtanlage Landgraf-Georg-Straße/Fiedlerweg
Die Gesamtanlage Landgraf-Georg-Straße/Fiedlerweg ist ein Ensemble von Bauwerken in Darmstadt.

## Geschichte und Beschreibung
Die Wohnanlage an der Ecke Landgraf-Georg-Straße/Fiedlerweg wurde in den Jahren 1928 und 1929 erbaut.
Sie war Teil eines Städtischen Wohnungsbauprogramms zur Behebung der existentiellen Wohnungsnot in den 1920er-Jahren.
Der Entwurf stammte vom Stadtbauamt unter der Leitung der Architekten August Buxbaum und Georg Hoffmann.
Stilistisch gehören die über Eck gestellten Bauten zur traditionalistischen Architektur.
Die zwei langgestreckten, viergeschossigen Wohnblocks sind durch einen Torbogen miteinander verbunden.
Den Torbogen zieren auf der Südseite zwei Reliefs, die den Abtransport von erlegtem Wild zeigen. 
Die beiden Gebäude besitzen Walmdächer mit Dachgauben. 

## Denkmalschutz
Die beiden Wohnblocks sind ein typisches Beispiel für die traditionalistische Formensprache des öffentlichen Mietwohnungsbaus der 1920er-Jahre in Darmstadt.
Aus architektonischen und stadtgeschichtlichen Gründen steht die Wohnanlage unter Denkmalschutz.